# プッチーニの愛人
『プッチーニの愛人』（プッチーニのあいじん、Puccini e la fanciulla）は2008年のイタリアのドラマ映画。監督はパオロ・ベンヴェヌーティとパオラ・バローニ、出演はタニア・スクイッラーリオとリッカルド・ジョシュア・モレッティなど。
オペラ作曲家として知られるジャコモ・プッチーニの愛人との疑いをかけられたメイドが自殺した「ドーリア・マンフレーディ事件」（1909年）の真相を、プッチーニの音楽に乗せて描いた作品である。
『プッチーニと娘』の邦題もある。
プッチーニを演じたリッカルド・ジョシュア・モレッティはイタリアを代表する作曲家・指揮者であり、本作が映画初出演である。

## ストーリー
1909年、イタリア・トスカーナ州トッレ・デル・ラーゴで、世界的な作曲家ジャコモ・プッチーニは新作オペラ『西部の娘』の作曲に取り組んでいた。そんなある日、プッチーニ家のメイドであるドーリア・マンフレーディは、プッチーニの妻エルヴィーラの娘（連れ子）フォスカの不倫現場を目撃してしまったために、フォスカから目の敵にされるようになる。一方、屋敷から見える湖上の酒場で働く美しい女性ジュリアに心奪われたプッチーニは、すぐに彼女と深い仲となり、ジュリアの従妹であるドーリアにも親しく接するようになる。ドーリアの存在が疎ましいフォスカは、プッチーニとドーリアの様子から2人の関係を怪しみ、ドーリアを陥れるために、母エルヴィーラに告げ口をする。娘の言葉をきっかけにプッチーニの行動を監視するようになったエルヴィーラは次第にドーリアが愛人であると完全に思い込むようになる。そして遂には、ドーリアを夫の愛人と断定して責め立て、教会に訴え出たことから、ドーリアはメイドをやめ、家に閉じ込められることになる。
この事態に、プッチーニはドーリアの母エミーリアに事実無根であるとの釈明の手紙を送るが、ドーリアの兄ロドルフォはプッチーニを憎み、殺そうとする。運良くロドルフォの凶行が止められると、プッチーニはロドルフォに職の世話をする。
一度はエルヴィーラとの関係を修復したプッチーニだったが、彼女の疑り深さに嫌気がさして、屋敷を出て行く。そしてフォスカの夫がフォスカの不倫に気付いたことを知ったエルヴィーラは、ドーリアが漏らしたものと思い込み、公衆の面前でドーリアを殴り、夫を寝取った女と激しく罵倒する。敬虔なクリスチャンでありながら、教会から見放されたドーリアは服毒自殺する。
ドーリアの遺言により、彼女を解剖した結果、彼女が処女であったことが証明される。

## キャスト
- ドーリア・マンフレーディ: タニア・スクイッラーリオ - プッチーニ家の若いメイド。
- ジャコモ・プッチーニ: リッカルド・ジョシュア・モレッティ（イタリア語版） - 世界的作曲家。
- エルヴィーラ: ジョバンナ・ダッディ - プッチーニの妻。
- フォスカ: デボラ・マティエロ - エルヴィーラの娘（連れ子）。既婚。
- ジュリア・マンフレーディ: フェデリカ・ケッツィ - ドーリアの従姉。酒場の主人エミリオの娘。

## 解説
全編を通して、画面に映っている登場人物が発する台詞はほとんどない。わずかにある台詞も微かに聞こえる程度に音量が小さいなど聞き取りにくい。代わりに、登場人物らがやり取りする手紙の内容がモノローグとして読まれている。

## 製作
監督のパオロ・ベンヴェヌーティと共同監督で妻のパオラ・バローニは、プッチーニの私生活と文通相手をリサーチすることに6年の歳月を費やした。

## 発表
プッチーニ生誕150年を迎えた2008年、ヴェネチア国際映画祭で上映された。

## 評価
『バラエティ』のJay Weissbergは本作について「おおむね魅惑的ではあるけれども、心を奪われることはない」と評した。